# 1966年6月12日香港暴雨

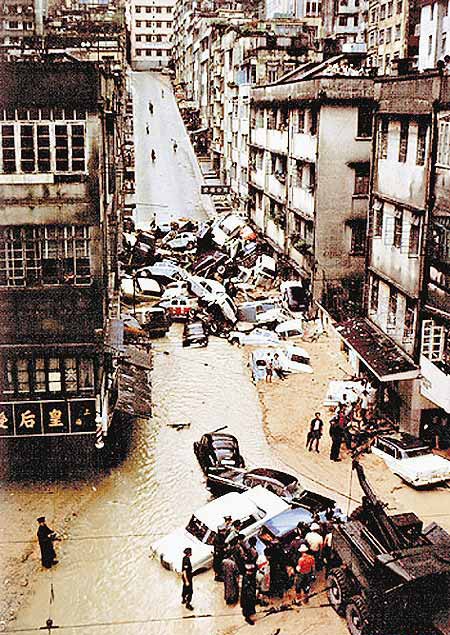
北角明園西街山洪暴發，大量雨水將50多輛汽車沖至街口，並堆疊在一起，此圖也成為本次雨災的代表圖

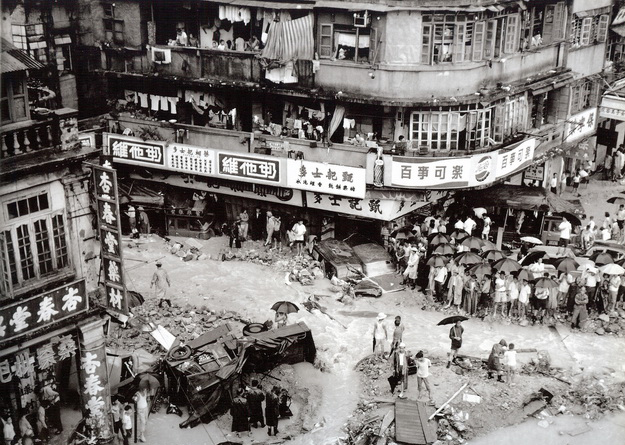
灣仔石水渠街與皇后大道東交界災情

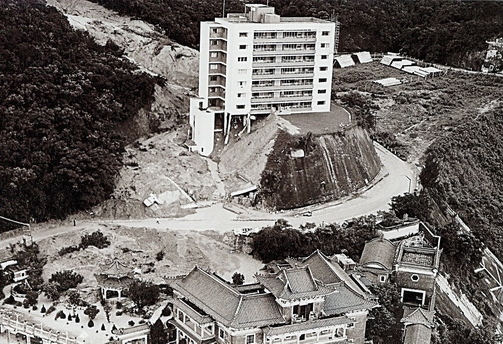
山泥由聶歌信山瀉下至司徒拔道及景賢里，剛好途經的助理教育司羅宗淦及其3名家人喪生

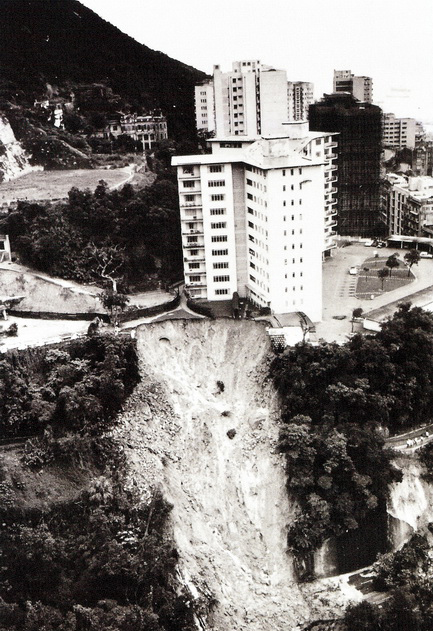
干德道近遮打堂山泥傾瀉

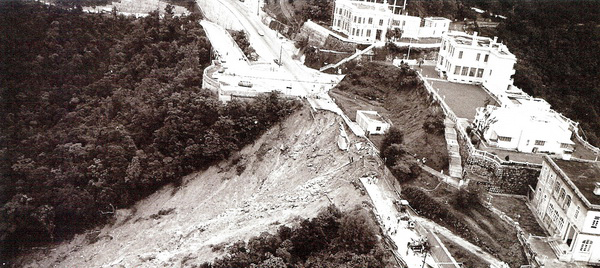
馬己仙峽道山泥傾瀉，導致一段山頂道路面崩塌，來往太平山山頂的通道被截斷，居民下山要徒步經小路才不致被困在山上

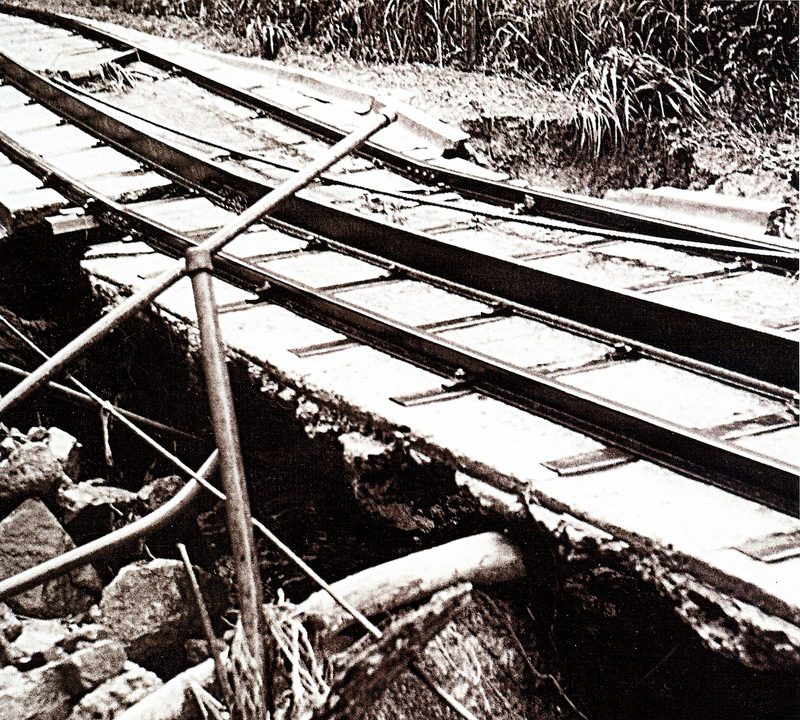
山頂纜車一段路基被沖蝕受損，服務暫停

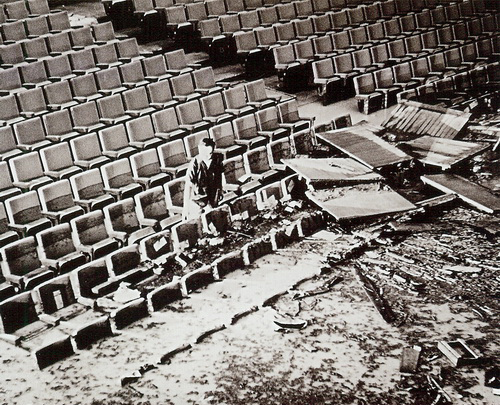
中環大會堂演奏廳被泥水及雜物淹浸，經兩星期修復後才能重開

六一二雨災是指香港於1966年6月12日多處因暴雨而引致嚴重人命傷亡和經濟損失的災難，共引致64死48失蹤29傷。

## 災難起因
1966年6月初，一道活躍的低壓槽徘徊於華南沿岸，廣東省沿岸一帶地區天氣持續不穩定。自6月4日起，香港已受到其相關連的雨帶影響，惡劣天氣持續超過十天。

## 災情
6月10日，九龍區方面，九龍塘喇沙小學一幅外牆在6月8日倒塌，活埋6人，另有16人受傷，死者包括一名外籍婦人及五名介乎12至16歲的男女學生。
及至12日早上，一個強雷雨區影響香港，皇家香港天文台於當天上午6時至7時期間，錄得雨量108.2毫米，當時創下了6月份最高單一小時降雨量，也是有紀錄以來第四高。（天文台現時最高整點雨量是2023年9月7至8日的晚上11時至凌晨12時錄得的158.1毫米雨量）
當天的災情以港島區最為嚴重。當天早上七時許，北角明園西街山洪暴發，洪水從山腳沿明園西街向下湧，把大量停泊在明園西街的車輛沖走並壓毀，洪水直沖英皇道及糖水道，有行人及附近住宅低層居民被捲走；時任助理教育司羅宗淦，在司徒拔道的寓所外遇上泥石流，與其同行的岳母及兩名兒子一併被塌下的山泥活埋，羅妻及岳父逃過一劫，奇蹟生還，可他在失蹤超過一日後，遺體至13日晚上7時45分才被發現；中環愛丁堡廣場及香港大會堂低座的音樂廳被洪水淹浸，市政局被迫把音樂廳關閉數天以便清理積水；港島區其中一個發電站和水泵亦被洪水毀壞，導致港島區部分地方的水電供應亦告暫停。連日全港發生多宗水浸、山泥傾瀉、泥石流、塌樹等事故，共導致64人死亡，災民人數超過6000人。

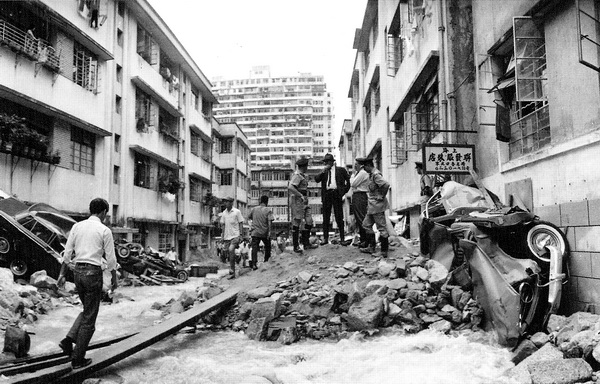
港督戴麟趾視察明園西街災情（站在最高點、穿西裝者）
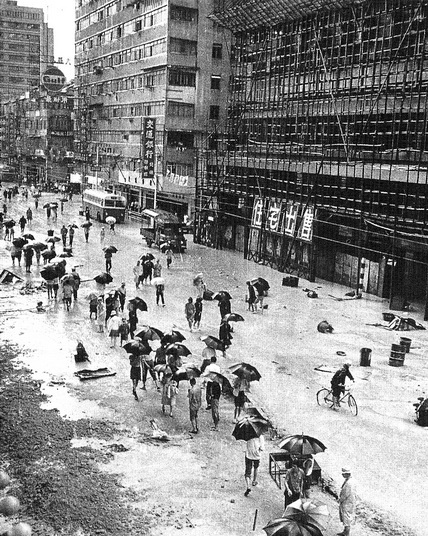
英皇道近新都城大廈一段被泥水及沙石淹浸，途人及單車需涉水而行
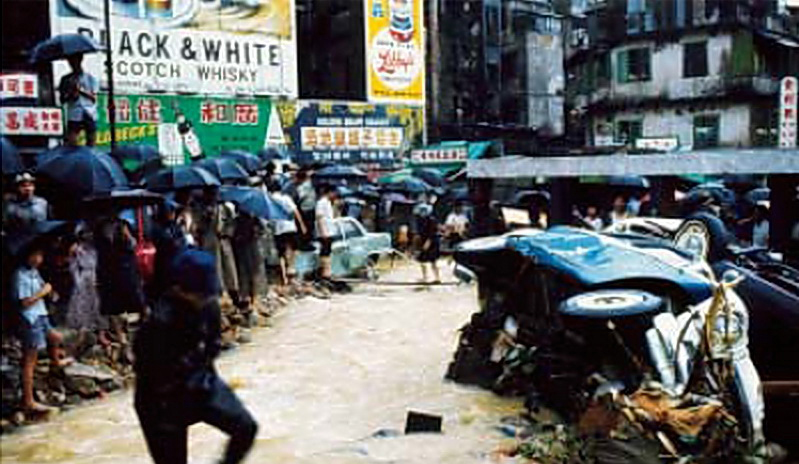
灣仔街市附近災情嚴重，汽車沖至側臥一旁，大量市民在泥水形成的急流旁圍觀
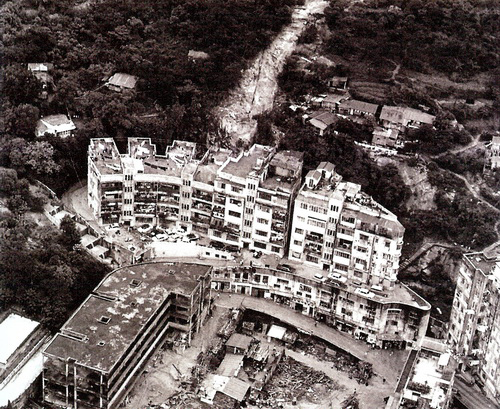
天后廟道山泥瀉至繼園街
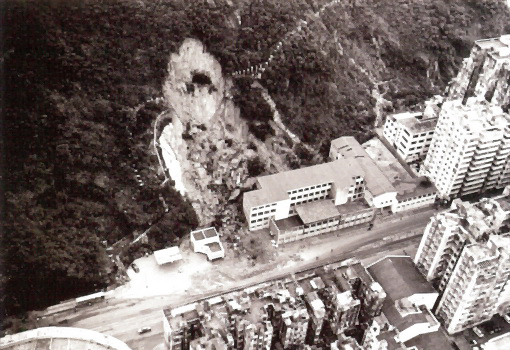
北角官立小學部份建築被湧下山泥破壞，一名留宿的小童被活埋
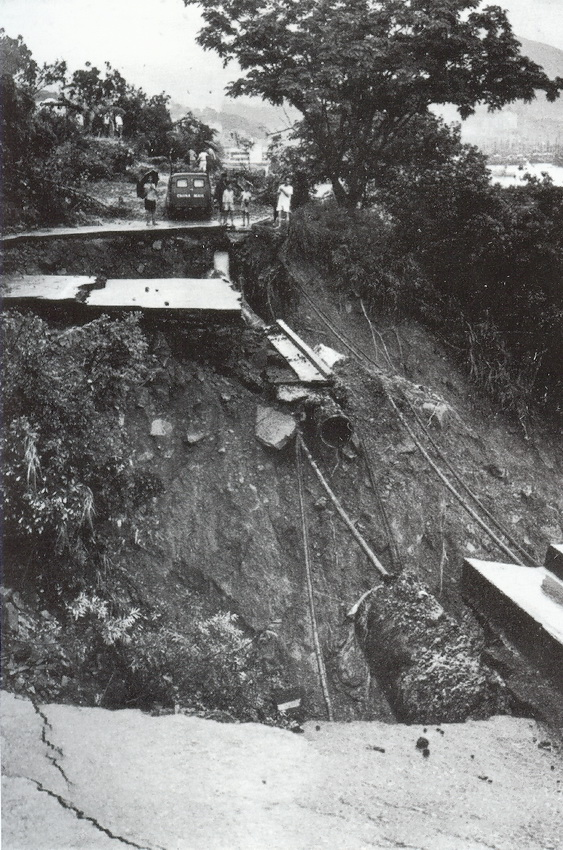
薄扶林道災情
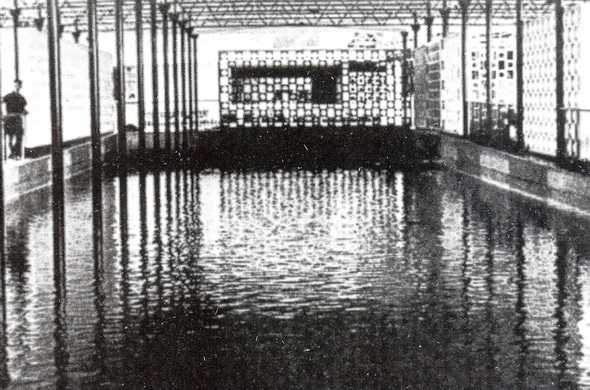
通往中環大會堂的行人隧道慘遭沒頂

## 雨量資料
除26日外，天文台其餘29天均有錄得降雨量。結果，1966年6月整月雨量達962.9毫米，創下了當時6月份最高雨量紀錄（此紀錄已被42年後的2008年錄得的1346.1毫米打破）。
6月12日的豪雨，天文台錄得之降雨量刷新了以下6月份之紀錄：
- 最高時雨量（108.2毫米，同時也是當時之最高時雨量，惟此紀錄先後被1992年5月8日的109.9毫米、2006年7月16日的115.1毫米、2008年6月7日的145.5毫米及2023年9月7日的158.1毫米打破）
- 最高日雨量（382.6毫米，此紀錄已被1998年6月9日的411.3毫米打破）

## 外部連結
- 香港電台氣象萬千：香港氣象之最 （页面存档备份，存于）
- 香港天文台：二零零一年六月天氣回顧 （页面存档备份，存于）
- 香港六月的氣象要素月平均值及極端值 （页面存档备份，存于）
- 香港天文台：天氣資料室 （页面存档备份，存于）
- 蘋果日報2006年7月17日的報導：66年雨災山泥傾瀉死逾50人[永久]